# Sirá
Sirá (deutsch Sira) ist eine Gemeinde in Tschechien. Sie liegt vier Kilometer nördlich von Mýto (Mauth) und gehört zum Okres Rokycany.

## Geographie
Der Rundling Sirá befindet sich am Rande ausgedehnter Wälder am Nordosthang der Sirská hora (593 m n.m.) in der Křivoklátská vrchovina (Pürglitzer Bergland). Im Norden erheben sich die Pečiště (530 m n.m.) und der Bukov (572 m n.m.), südöstlich der Lom (500 m n.m.), im Westen die Hůrka (514 m n.m.), der Čihátko (654 m n.m.) und der Radeč (Ratsch; 721 m n. m.) sowie nordwestlich der Bechlov (604 m n.m.). Nördlich des Dorfes verläuft die Staatsstraße II/234 zwischen Radnice und Žebrák. Gegen Osten liegt der Teich Cekovský rybník.

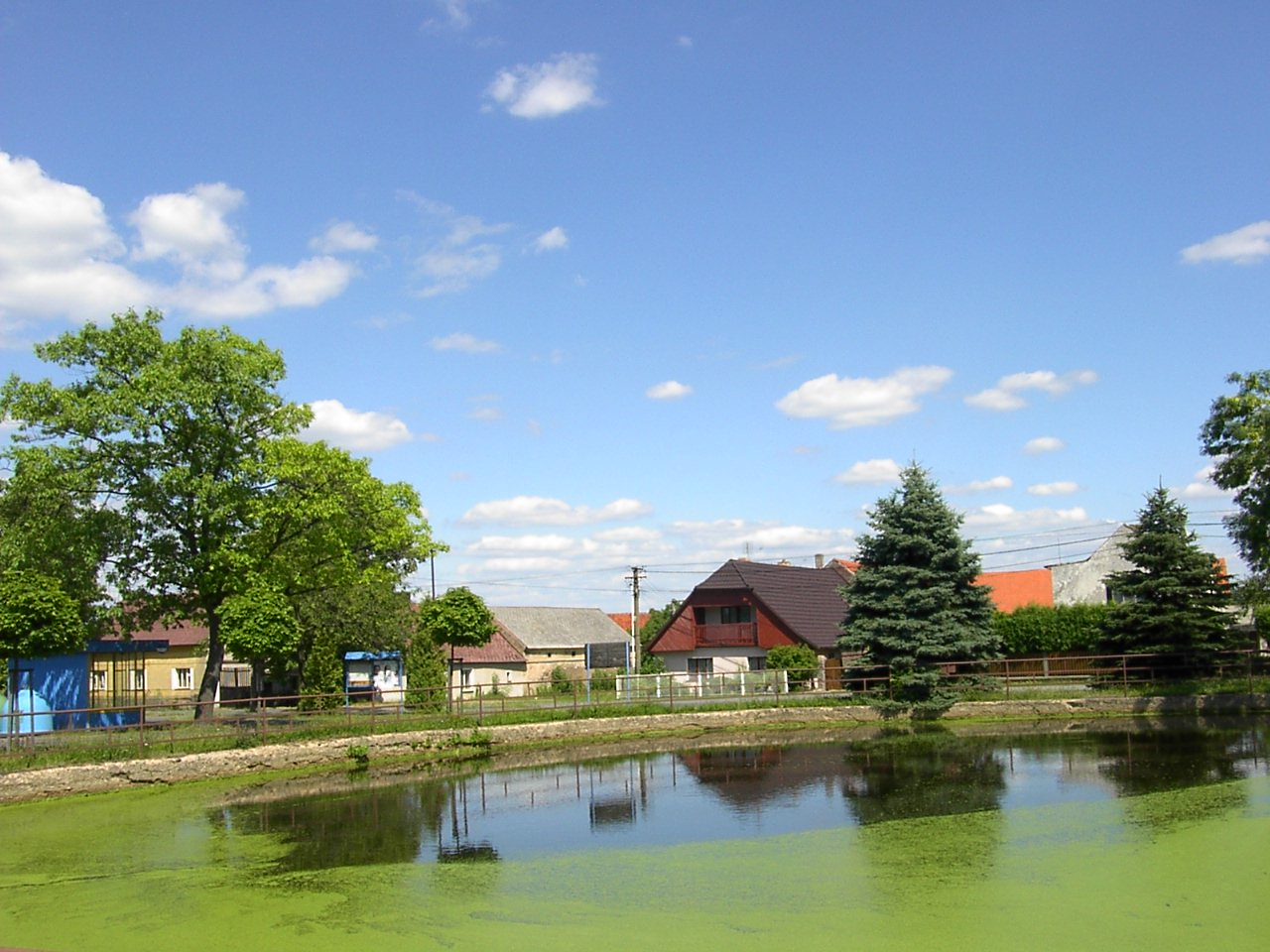
Dorfplatz

Nachbarorte sind Plískov und Švabín im Norden, Zbiroh, U Cihelny, V Čápu, Bukov, Malý Újezd, Pětidomí und Borek im Nordosten, Cekov und Kařízek im Osten, V Dubině, Kařízek II und Plzeňka im Südosten, Svatý Štěpán und Mýto im Süden, Holoubkov und Těškov im Südwesten, Sklená Huť im Westen sowie Lhota pod Radčem und Pode Lhotou im Nordwesten.

## Geschichte

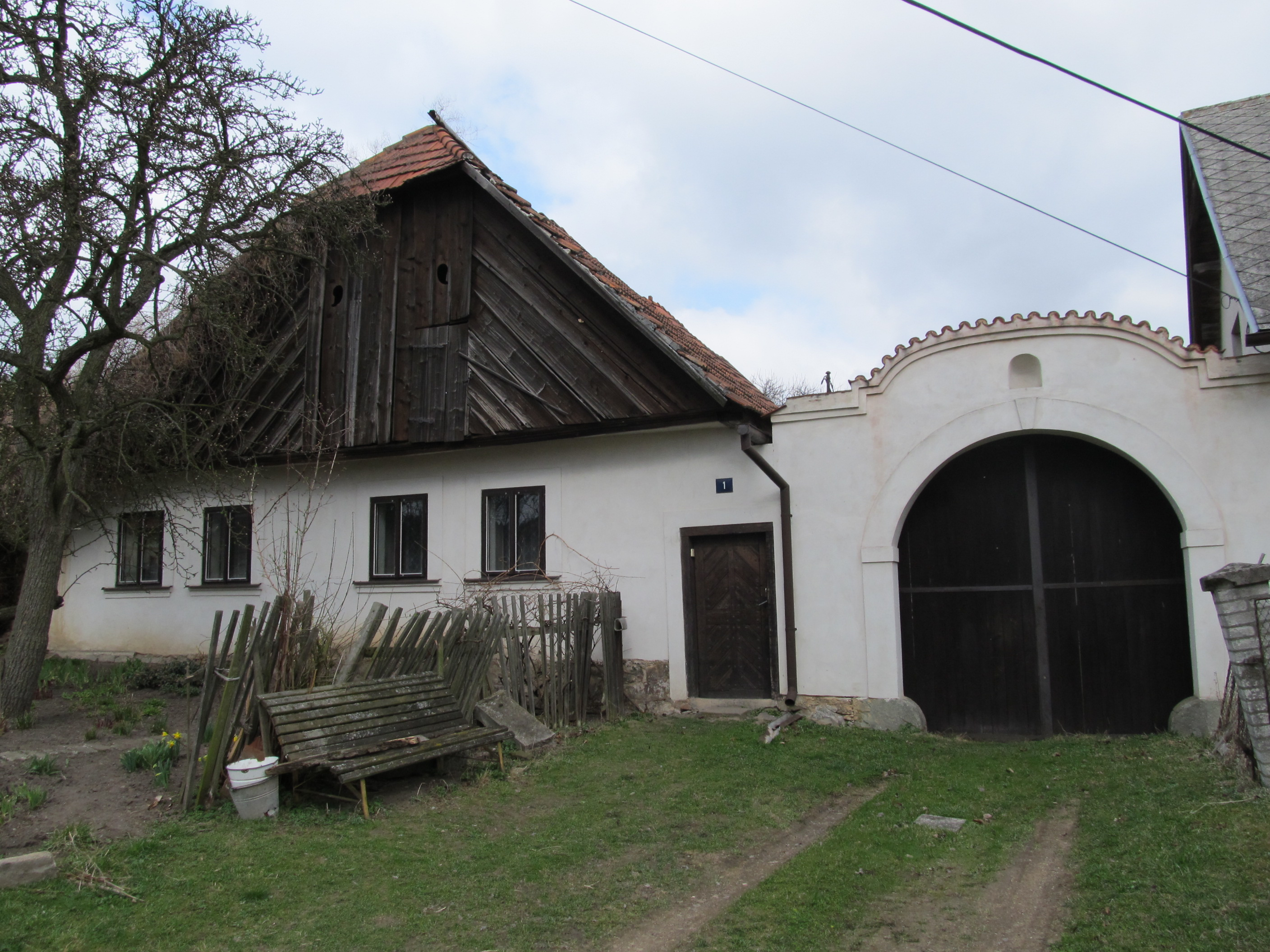
Gehöft Nr. 1

Die erste schriftliche Erwähnung von Sirá erfolgte 1462 in der Landtafel als Besitz der Anna von Kařízek. Später wurde das Dorf an die Herrschaft Zbiroh angeschlossen. Zu den nachfolgenden Grundherren gehörten im 16. Jahrhundert die Herren von Lobkowitz. Ladislaw d. Ä. Popel von Lobkowitz (1537–1609) ließ 1585 die vom Bach Cekovský potok durchflossene Senke östlich von Sirá zum Fischteich Cekovský rybník aufstauen. Wegen seiner Beteiligung am Ungehorsam seines Verwandten Georg Popel von Lobkowicz gegen König Rudolf II. floh der Oberstlandeskämmerer Ladislaw Popel von Lobkowitz 1594 ins Ausland. Seine Herrschaft Zbirow wurde konfisziert und unter die Verwaltung der Böhmischen Kammer gestellt. In der berní rula von 1653 sind für Sirá 22 Anwesen aufgeführt.
Im Jahre 1785 bestand Syrey bzw. Syrra aus 16 Häusern. 1834 wurde die Kameralherrschaft Zbirow der Oberaufsicht des k.k. Berg-Oberamtes Příbram und der Hofkammer im Münz- und Bergwesen unterstellt. Aus einem Katasterplan von 1839 ist ersichtlich, dass es in dem Dorf zu der Zeit zwölf Bauernhöfe gab.
Im Jahre 1848 bestand das im Berauner Kreis gelegene Dorf Sira bzw. Syra aus 24 Häusern mit 262 tschechischsprachigen Einwohnern. Pfarrort war Mauth. Bis zur Mitte des 19. Jahrhunderts blieb Sira der k.k. Montanherrschaft Zbirow untertänig.
Nach der Aufhebung der Patrimonialherrschaften bildete Síré t. Síra / Syra ab 1850 eine Gemeinde im Gerichtsbezirk Zbirow. 1868 wurde Síré t. Síra dem Bezirk Hořowitz zugeordnet. Im Jahre 1869 bestand Síré t. Síra aus 25 Häusern und hatte 264 Einwohner. 1879 erwarb Josef Franz Hieronymus von Colloredo-Mannsfeld die Grundherrschaft Zbirow aus dem Strousbergschen Konkurs. In den 1870er Jahren wurde Síré, ein Jahrzehnt später Síré t. Syrá und seit der Jahrhundertwende Síré als Gemeindename verwendet. Zum 1. September 1896 wurde die Gemeinde Teil des neu gebildeten Bezirks Rokitzan. Im Jahre 1900 hatte Síré 207 Einwohner, 1910 waren es 228.
Nach dem Ersten Weltkrieg zerfiel der Vielvölkerstaat Österreich-Ungarn, Síré wurde 1918 Teil der neu gebildeten Tschechoslowakischen Republik. Beim Zensus von 1921 lebten in den 28 Häusern der Gemeinde 221 Tschechen. Es gab in dem Dorf eine Schmiede, eine Wagnerei, ein Hirtenhaus und einen Schuster; die Gemeinde unterhielt einen eigenen Waldhüter. Seit 1924 wird Sirá als Ortsname gebraucht. In dem Jahr begann der Bau einer kommunalen Wasserversorgung; außerdem wurde durch die Gemeinde ein Steinbruch, in dem zugleich auch Sand gewonnen wurde, angelegt. In Sirá bestanden zwei Wirtshäuser. 1930 lebten in den 39 Häusern von Sirá 231 Personen. Die Elektrifizierung des Dorfes erfolgte 1935. Zwischen 1939 und 1945 gehörte die Gemeinde Sirá / Sira zum Protektorat Böhmen und Mähren. Nach dem Ende des Zweiten Weltkrieges kam Sirá zur wiedererrichteten Tschechoslowakei zurück. 1950 lebten in den 49 Häusern von Sirá 196 Personen. Im Zuge der Gebietsreform von 1960 erfolgte die Eingemeindung nach Cekov; zum 26. November 1971 wurde Sirá wieder eigenständig. Am 1. April 1980 wurde Sirá nach Kařez eingemeindet. Am 1. März 1990 wurde die Gemeinde Sirá wiedererrichtet. 1991 lebten in den 58 Häusern von Sirá 96 Personen. Beim Zensus von 2011 hatte die Gemeinde 120 Einwohner und bestand aus 43 Wohnhäusern. Sirá besteht heute aus 65 Häusern und elf Hütten, in dem Ort gibt es einen Laden, ein Wirtshaus und eine Gemeindebücherei. Von den 643 ha Katastralfläche sind 412 ha Wald – der etwa hälftig im Besitz der Familie Colloredo-Mannsfeld (214 ha) und der Gemeinde (198 ha) ist –, 135 ha Ackerland und 90 ha Weideland.

## Ortsgliederung
Für die Gemeinde Sirá sind keine Ortsteile ausgewiesen.

## Sehenswürdigkeiten
- denkmalgeschütztes Gehöft Nr. 1 am Dorfplatz
- Haus Nr. 14 am Dorfplatz
- gusseisernes Kreuz, neben dem Gemeindeamt auf dem Dorfplatz
- gusseisernes Kreuz, am südlichen Ende des Dorfplatzes
- Cekovský rybník, östlich von Sirá, der 1585 angelegte Fischteich ist mit einer Fläche von 44 ha der zweitgrößte Teich im Okres Rokycany
- Gedenkstein für Václav Holub, südlich des Cekovský rybník im Wald. Der Bauer wurde am 6. Juni 1945, kurz vor dem Abzug der Roten Armee, von Unbekannten erschossen.[5]

## Söhne und Töchter der Gemeinde
- Josef Hrabák (1833–1921), Bergingenieur, Professor an der Bergakademie Příbram, Ehrenbürger von Příbram